# Egmont Comic Collection

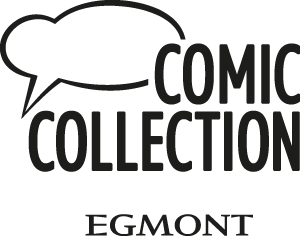
Logo der Egmont Comic Collection

Die Egmont Comic Collection (ECC) ist eine Verlagsmarke der Egmont Verlagsgesellschaften mbH für Comics und grafische Erzählungen im deutschsprachigen Raum mit Sitz in Berlin. Bis zum Jahr 2013 firmierte die Marke unter Ehapa Comic Collection (ECC). Der Verlag ist 2017 von Köln nach Berlin zur Egmont Zentrale gezogen.

## Geschichte
Klaus M. Mrositzki, Michael F. Walz und Andreas Boerschel legten 1989 im Ehapa Verlag Stuttgart den Grundstein für die Egmont Comic Collection. Ziel ist es, neben dem angestammten Kioskgeschäft Comics auch im Buchhandel zu platzieren.

## Programm

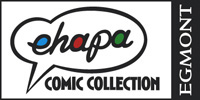
Altes Logo von Ehapa Comic Collection

Mit einer Backlist von mehr als 800 Titeln und über 80 Neuerscheinungen im Jahr war die Egmont Comic Collection 2014 einer der führenden Anbieter für Comics und grafische Erzählungen im deutschsprachigen Raum.
Egmont Comic Collection veröffentlicht neben Klassikern der franko-belgischen Comic-Literatur wie Asterix, Lucky Luke, Blueberry und den opulenten (Bild-)Werken von Enki Bilal außerdem das Disney-Universum um Micky Maus, Donald Duck & Co, das in zahlreichen Reihen vorliegt und regelmäßig durch neue Produktionen erweitert wird. Seit 2004 ist die Egmont Comic Collection außerdem spezialisiert auf deutsche Eigenproduktionen, die in das Comic-Programm integriert werden.
Die Egmont Comic Collection feierte im Mai 2009 ihr 20-jähriges Jubiläum.